# Kiyoshi
Kiyoshi ist ein japanischer männlicher Vorname. 

## Herkunft und Bedeutungen
Der japanische Vorname  bedeutet unter anderem der Reine, der Ruhige.

## Namensträger
- Kiyoshi Atsumi (1928–1996), japanischer Schauspieler
- Kiyoshi Ejima (* 1957), japanischer Politiker
- Kiyoshi Furuya (1878–1945), japanischer Offizier
- Kiyoshi Gōda (1862–1938), japanischer Holzschnittkünstler
- Kiyoshi Hara (* 1936), japanischer Töpfer und Keramikkünstler
- Kiyoshi Hasegawa (1891–1980), japanischer Grafikkünstler
- Kiyoshi Inoue (1913–2001), japanischer Historiker, Sozialwissenschaftler und Hochschullehrer
- Kiyoshi Itō (1915–2008), japanischer Mathematiker
- Kiyoshi Kitagawa (* 1958), japanischer Jazzbassist
- Kiyoshi Kurosawa  (* 1955), japanischer Regisseur und Drehbuchautor
- Kiyoshi Miki  (1897–1945), japanischer Philosoph
- Kiyoshi Oka (1901–1978), japanischer Mathematiker
- Kiyoshi Ōkubo (1935–1976), japanischer Serienmörder
- Kiyoshi Saitō (1907–1997), japanischer Holzschnitt-Künstler
- Kiyoshi Saitō (* 1962), japanischer Tischtennisspieler
- Kiyoshi Shiga (1871–1957), japanischer Arzt und Bakteriologe
- Kiyoshi Tanabe (* 1940), japanischer Fliegengewichtsboxer
- Kiyoshi Tomizawa (* 1943), japanischer Fußballspieler
- Kiyoshi Ueda (* 1948), japanischer Politiker
- Kiyoshi Yabuuchi (1906–2000), japanischer Wissenschaftshistoriker